# HQ-12 (ЗРК)
Хунци-12 или HQ-12 (кит. упр. 红旗十二号, пиньинь hóngqí shí èr hào, палл. хунци ши эр хао, буквально: «Красное знамя-12», экспортное обозначение — KS-1 (кит. упр. 凯山一号, пиньинь kǎishān yī hào, палл. кайшань и хао)) — китайский зенитно-ракетный комплекс (ЗРК) средней дальности.
Является первым китайским ЗРК использующий РЛС с фазированной антенной решёткой.

## Характеристики комплекса
- Дальность стрельбы: 7-50 км
- Высота полёта поражаемых целей: 500-25000 м
- Время развёртывания: 30 мин

### Ракеты
- Длина: 5644 мм
- Диаметр: 400 мм
- Размах крыла: 1200 мм
- Максимальная скорость полёта: 1200 м/c
- Стартовая масса: 900 кг
- Масса боевой части: 100 кг
- Радиус поражения БЧ: 50 м
- Располагаемая перегрузка: 20 g
- Максимальная перегрузка движения поражаемых целей: 4-5 g
- Максимальная скорость движения поражаемых целей: 750 м/c

### РЛC
Многофункциональный радар обеспечивает обнаружение, сопровождение и обстрел целей.
- РЛС: H-200 c ФАР с цифровым управлением луча (ЦАР)
- Угол обзора по азимуту 360 градусов